# Ermita de Sant Pere de Tordera
Sant Pere és una ermita al terme municipal de Tordera (Maresme) protegida com a bé cultural d'interès local. Capella als afores de la barriada de Sant Pere a la banda oposada de la Tordera. Es troba a peu del camí que comunica la barriada amb la carretera de Girona. És l'única ermita del terme municipal que no és de propietat municipal. Església molt reformada. Conserva l'estil barroc originari. A la façana hi ha una llinda de pedra amb l'any de construcció, amb la creo que separa les quatre xifres de la data: 1664. al vèrtex d'aquesta façana hi ha l'espadanya, completada pels pilars que sostenen l'arcada del campanaret. Al damunt hi ha dues boles de decoració. Pels senyals a l'arrebossat el portal podria haver estat cobert per un porxo. A cada costat del portal hi ha una finestra rectangular a l'altura dels ulls per poder veure'n l'interior on hi ha una part del retaule.